# Nova Ubiratã
Nova Ubiratã är en kommun i Brasilien.   Den ligger i delstaten Mato Grosso, i den centrala delen av landet, 800 km väster om huvudstaden Brasília. Antalet invånare är 9 245.
I omgivningarna runt Nova Ubiratã växer i huvudsak städsegrön lövskog. Trakten runt Nova Ubiratã är nära nog obefolkad, med mindre än två invånare per kvadratkilometer.